# Karkadan
Ne doit pas être confondu avec Karkadann.
Karkadan (arabe : كركدن), de son vrai nom Sabri Jemal, né en 1983 à Tunis, est un rappeur tunisien naturalisé italien. Il habite en Italie et son genre musical s'inspire principalement du gangsta rap américain. Il fait partie du groupe City Z, puis signe avec Universal Music en juillet 2009.

## Biographie

### Jeunesse
Sabri Jemal, né à Tunis, est originaire de Hay Tayaran, du côté de la cité Ezzouhour dans la banlieue ouest de la ville. Il commence sa carrière à l'âge de quatorze ans et chante pour la première fois sur scène la même année, au complexe culturel Houcine-Bouzaïane au centre de Tunis. C'est en 2003, à l'âge de 18 ans et neuf mois, qu'il part en Italie, où il met trois ans à trouver une situation stable, après quoi il relance sa carrière.

### Carrière
L'année 2005 est marquée par la sortie de Rap fi still arab, le premier projet de Karkadan, comprenant le titre Ana Tunzi Baba Tunzi. C'est là qu'il commence à intéresser les professionnels du domaine. Il enchaîne les titres avec la mixtape Tunzi fi shlekka avec DJ Harsh et El Jazira avec Deleterio. La musique de Karkadan commence à connaître du succès en France, et attire même l'attention de Mohamed Ali avec qui il partage la passion pour la boxe[réf. nécessaire]. De cette amitié naît le single Ali Bom écrit sur demande du boxeur et accompagné d'un clip vidéo. Après avoir sorti Discotheque, Karkadan est contacté par Universal Music, puis par Mediaset qui le sollicite pour l'acquisition des droits d'édition et de diffusion de ses produits.
En 2009, il participe à la chanson Ragazzi fuori avec Club Dogo. En février 2010, il enregistre l'album le plus important de sa carrière produit et distribué par Universal Music, intitulé Karkadance, dans lequel Karkadan rappe pour la première fois en arabe et en italien. Il contient des sonorités hip-hop et de disco dance, ainsi qu'une collaboration avec le rappeur Marracash. 
En 2012, il participe à la compilation Terrorist for Rent!, un titre que le rappeur considère métaphorique. La compilation est produite par les labels français Virgin Records et Voodoo Records. Entre fin 2012 et 2013, le rappeur tunisien publie plusieurs singles comme Zoufree, sorti le 15 janvier 2013, avec le producteur Yung Lee Da Finest.

## Discographe

### Albums studio
- 2005 : Rap fi still arab
- 2008 : Tunzi fi shlekka
- 2010 : Karkadance (Universal Music)
- 2012 : Zoufree
- 2012 : Tounsi Fi Shlekka Mixtape Vol. 2[7]
- 2014 : Ho già mangiato

### Album collaboratif
- 2008 : Benvenuti nella giungla (avec la Dogo Gang)

### Apparitions
- 2009 : Club Dogo feat. Karkadan – Ragazzi fuori
- 2009 : Gué et DJ Harsh feat. Karkadan – Dammi i tuoi milioni
- 2009 : Vacca et Two Fingerz feat. Karkadan – Madame rah
- 2012 : Il Nano et Ufo (Bari Ultimatum) feat. Karkadan – Non ci sopprimi